# Партизанская волость
Партизанская волость — упразднённые административно-территориальная единица 3-го уровня и муниципальное образование со статусом сельского поселения в Красногородском районе Псковской области России.
Административный центр — деревня Блясино

## География
Территория волости граничила на юге с Красногородской волостью Красногородского района, на западе — с Пыталовским районом, на севере — с Островским районом, на востоке — с Пушкиногорским районом, на юго-востоке — с Опочецким районом Псковской области.
На территории волости располагалось озеро Влесно (0,9 км², глубиной до 1,9 м).

## Население
| 2002 | 2010 | 2012 | 2013 | 2014 | 2015 |
| ---- | ---- | ---- | ---- | ---- | ---- |
| 719  | ↗820 | ↗850 | ↘790 | ↘770 | ↗771 |

## Населённые пункты

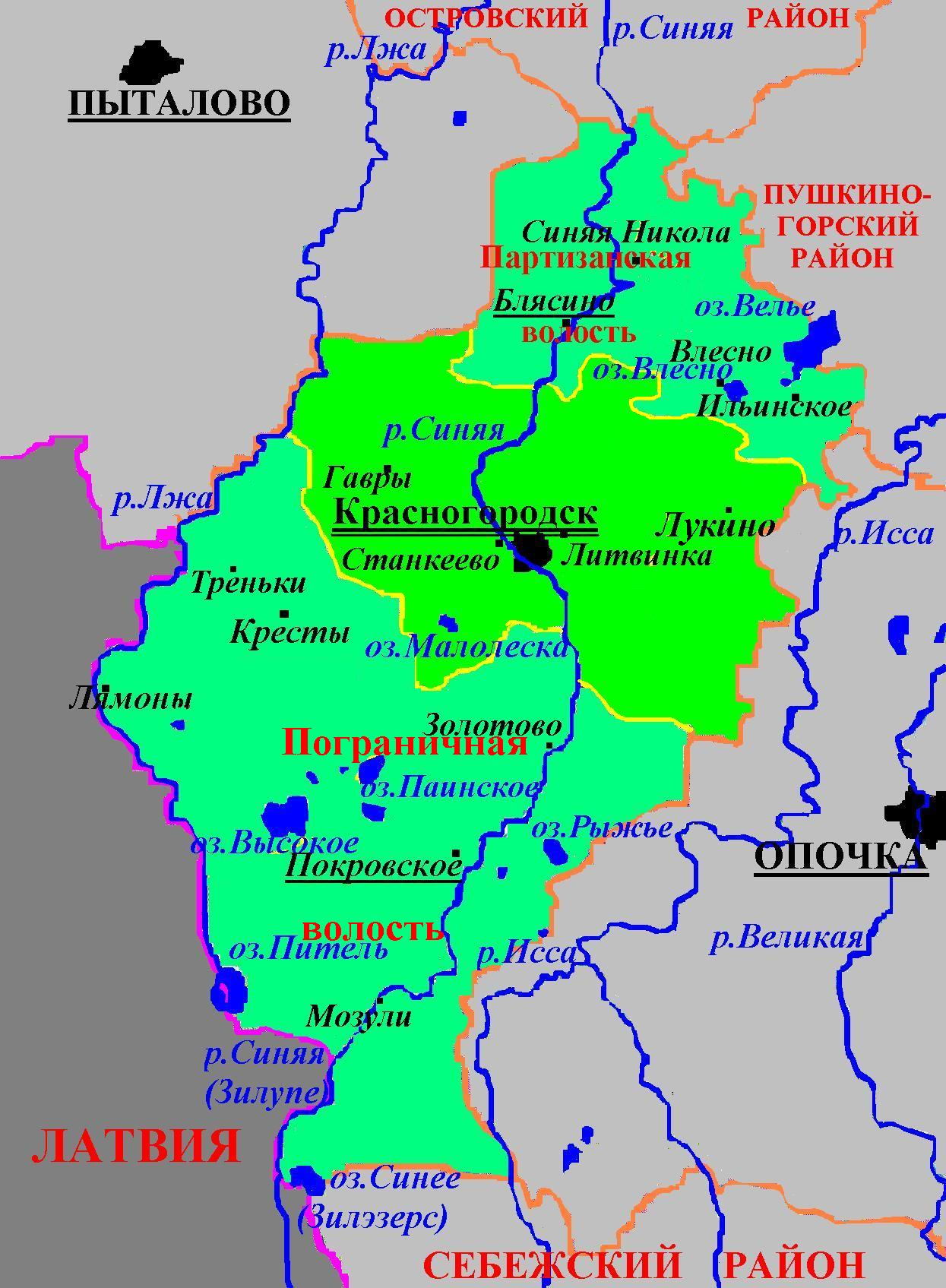
Административное деление Красногородского района в 2010-2015

В состав Партизанской волости входило 70 деревень: Авдоши, Астахново, Бабинкино, Бараново, Беляи, Бережани, Блясино, Борисово, Бухарица, Винокурово, Влесно, Войтехи, Волково, Габоны, Голубово, Горки, Гришани, Демидово, Десяцкие, Долги, Друи, Дятлово, Езупы, Зуево, Зуево, Ильинское, Килино, Клюки, Кривошляпы, Колтырево, Котяги, Кузнецы, Кумордино, Куницино, Курцево, Кучелеево, Лоси, Лутково, Лыкорево, Лямоны, Максины, Мамоны, Матвеенки, Мышенково, Новолок, Оборино, Олисово, Остропяты, Петрухново, Пидели, Поварово, Посинье, Развалово, Рыбаки, Рябы, Саутки, Сафоново, Свербалово, Сидоры, Синицы, Синяя Никола, Смехино, Сусаны, Скоково, Трешуты, Троитчина, Узелы, Федотково, Хабарово, Шилово.

## История
Постановлением Псковского областного Собрания депутатов от 26 января 1995 года все сельсоветы в Псковской области были переименованы в волости, в том числе Партизанский сельсовет был превращён в Партизанскую волость.
Законом Псковской области от 28 февраля 2005 года в границах волости было также создано муниципальное образование Партизанская волость со статусом сельского поселения с 1 января 2006 года в составе муниципального образования Красногородский район со статусом муниципального района.
На референдуме 11 октября 2009 год было поддержано объединение Ильинской и Партизанской волостей. Законом Псковской области от 3 июня 2010 года Ильинская волость была упразднена и включена в состав Партизанской волости.
Законом Псковской области от 30 марта 2015 года Партизанская волость была упразднена, а её территория 11 апреля 2015 года была включена в состав Красногородской волости.